# Spitzen

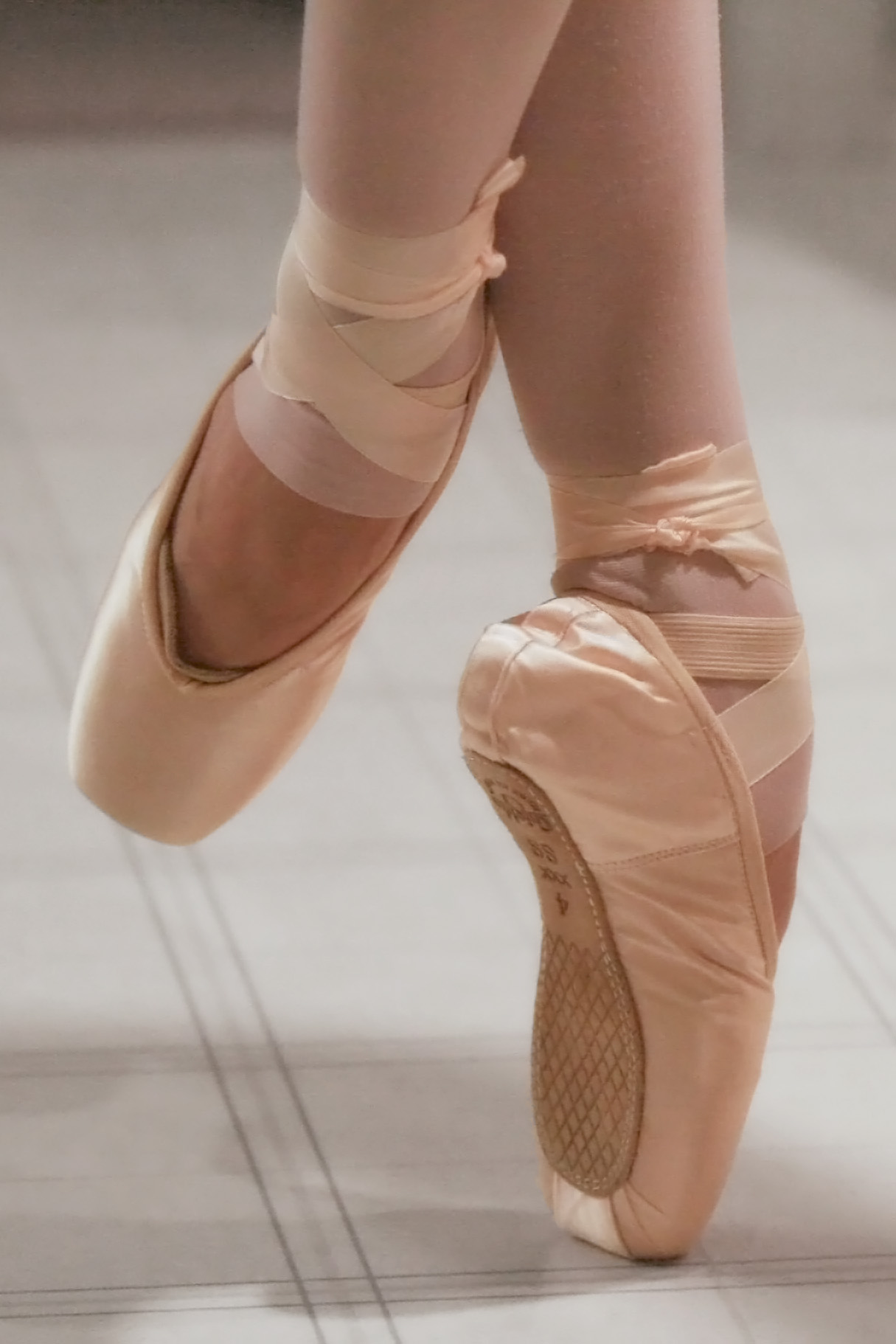
Moderne spitzen met de typische geblokte tip

Spitzen zijn een type balletschoenen met een lederen zool en een verharde tip van papier-maché en lagen stof. De schoen zelf is uit satijn of canvas. De slipper is ontworpen om balletdansers voor langere perioden op de tippen (sur les pointes) te laten dansen. Spitzen vonden hun ingang op het einde van de 19e eeuw. De hedendaagse geblokte variant werd door ballerina Anna Pavlova aan het begin van de 20e eeuw vorm gegeven.
Spitzen worden in ballet gewoonlijk gedragen door vrouwelijke dansers. Soms worden ze ook gedragen door mannen, wanneer ze een vrouwelijke rol dansen en travestie. Spitzen komen in verschillende kleuren terug, aangepast aan de huidskleur van de danser of in een kleur passend bij het concept en de rest van de kostumering van de dansers.

## Geschiedenis
Spitzen werden in de tweede helft van de 19e eeuw ontwikkeld als antwoord op de eisen van de choreografie in ballet. Tijdens de romantische stroming, kregen ballerina's een choreografie met veel élévation. Ze werden geacht langdurig op de tippen te dansen (sur les pointes) zonder de hulp van kabels. Marie Taglioni deed dit als eerste in La Sylphide (1832). Haar schoenen waren slechts satijnen slippers met een zool van leer. De schoen zelf bood dus geen steun. Wel waren de zijkanten en de tippen gestopt opdat de schoenen hun vorm behielden.
Eind 19e eeuw gingen Italiaanse ballerina's schoenen dragen met vooraan een stevig platform. De schoenen hadden ook een stijvere, sterkere zool. Ze boden in tegenstelling tot de eerdere puntige modellen wel steun. Voorin zat een box gemaakt uit verschillende lagen stof, om de tenen in te beschermen. Deze schoenen werden zonder nagels gemaakt en enkel aan de tip versterkt, waardoor ze nagenoeg geruisloos waren. De moderne spitzen kwam er nadat ballerina Anna Pavlova in de vroege 20e eeuw haar eigen paar voorzag van zolen uit versterkt leer en de tippen liet afvlakken en verharden.

## Opbouw

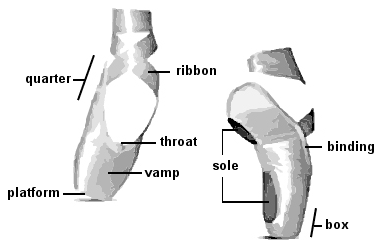
De opbouw van spitzen: de top verbergt een box die eindigt in een vlak platform, de linten om de enkels houden de schoen op zijn plaats, de splitzool benadrukt de vorm van de voet

Spitzen lijken qua uiterlijk op de gewone balletschoen. Ze zijn gemaakt uit satijn of canvas. Het bovenleer van de schoen (de vamp) eindigt op een ronde of V-vormige nek. De linten om de schoen te sluiten zitten vast aan de binding van de nek. Toch zijn er belangrijke verschillen. Spitzen hebben twee structurele kenmerken die maken dat de drager op de tippen (sur les pointes) kan dansen: een verharde tip en een versterkte zool.
De tip van spitzen is verhard met lijm en canvas. Voorin bevat de tip een box uit papier-maché om de tenen te ondersteunen. Soms is de box ook gemaakt uit plastic en rubber. Het uiteinde van de box is vlak zodat er een platform ontstaat om op te balanceren. Om niet uit te glijden, wordt dat platform voorzien van materiaal met een grotere wrijvingskracht. Dit is vaak een stukje leer of een net van lusjes draad en stof. Door de box zijn spitzen zwaarder dan gewone balletslippers. De schoenmaat verschilt en ook in de breedte zijn de spitzen groter.
De zool is uit versterkt leer. Hij wordt aan de schoen gelijmd en versterkt met stikwerk. De zool overlapt de onafgewerkte buitenkant van de schoen en kan gepolijst zijn voor verminderde tractie. Opdat de schoen aantrekkelijk zou ogen, wordt gekozen voor zolen met een minimaal profiel. Hiertoe vervaardigt men de zool uit een dun materiaal. Ook bedekt de zool slechts een klein deel van de schoen en wordt de afwerkingsstof (meestal satijn) vakkundig naar onderen geplooid. Verder is de zool gestut door een schacht uit leer, plastic, karton of jute. De schacht stut de boog van de voet wanneer die en pointe is. Moderne balletschoenen hebben ook vaak een splitzool. Dit geeft een grotere flexibiliteit en benadrukt de vorm van de voet tijdens het dansen.
Spitzen mogen niet op de groei gekocht worden. Ze moeten nauwkeurig aansluiten om er zo comfortabel mogelijk op te kunnen dansen. De schoen wordt vastgebonden met twee satijnen linten. De linten worden gekruist om de enkels gebonden en dan gestrikt. Om te zorgen dat de spitz niet uitvalt wanneer de voet en pointe staat, zit er een extra elastiek om de voorkant van de enkel. Dit elastiek zit onder de linten en houdt de hiel van de schoen op zijn plaats. De linten zitten vast in de binding van de nek. Omdat de plaatsing cruciaal is voor een goede aansluiting van de schoen, worden de linten op maat van de danser bevestigd.
Tegenwoordig zijn er verschillende spitzen te koop. Zo bestaan er naast de klassieke satijnen roze spitzen ook spitzen met veters, halve spitzen en spitzen in alle kleuren. Veel dansers passen nieuwe spitzen voor gebruik nog iets aan, zodat deze nog beter passen.

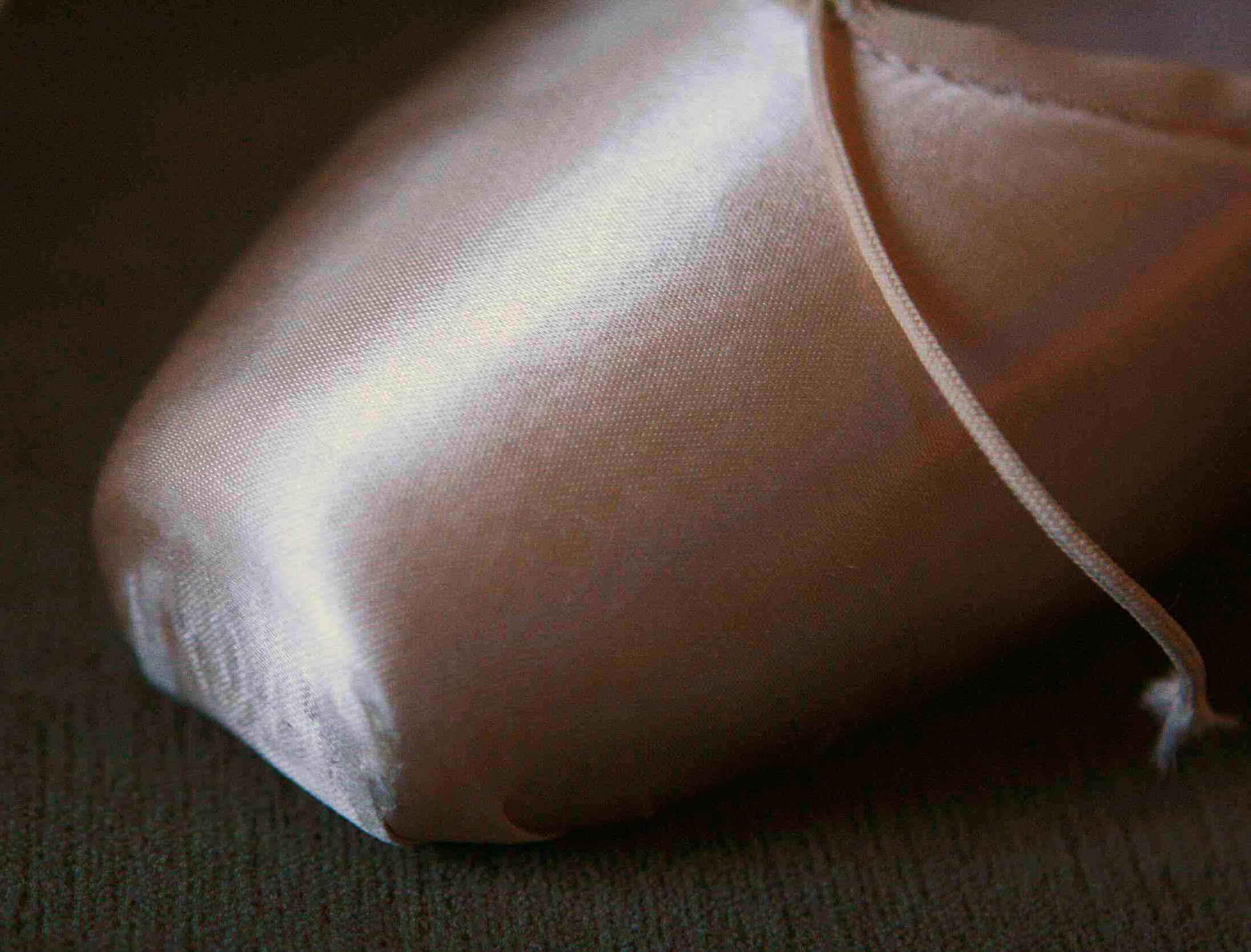
De satijnen bekleding van de tip zit om de box
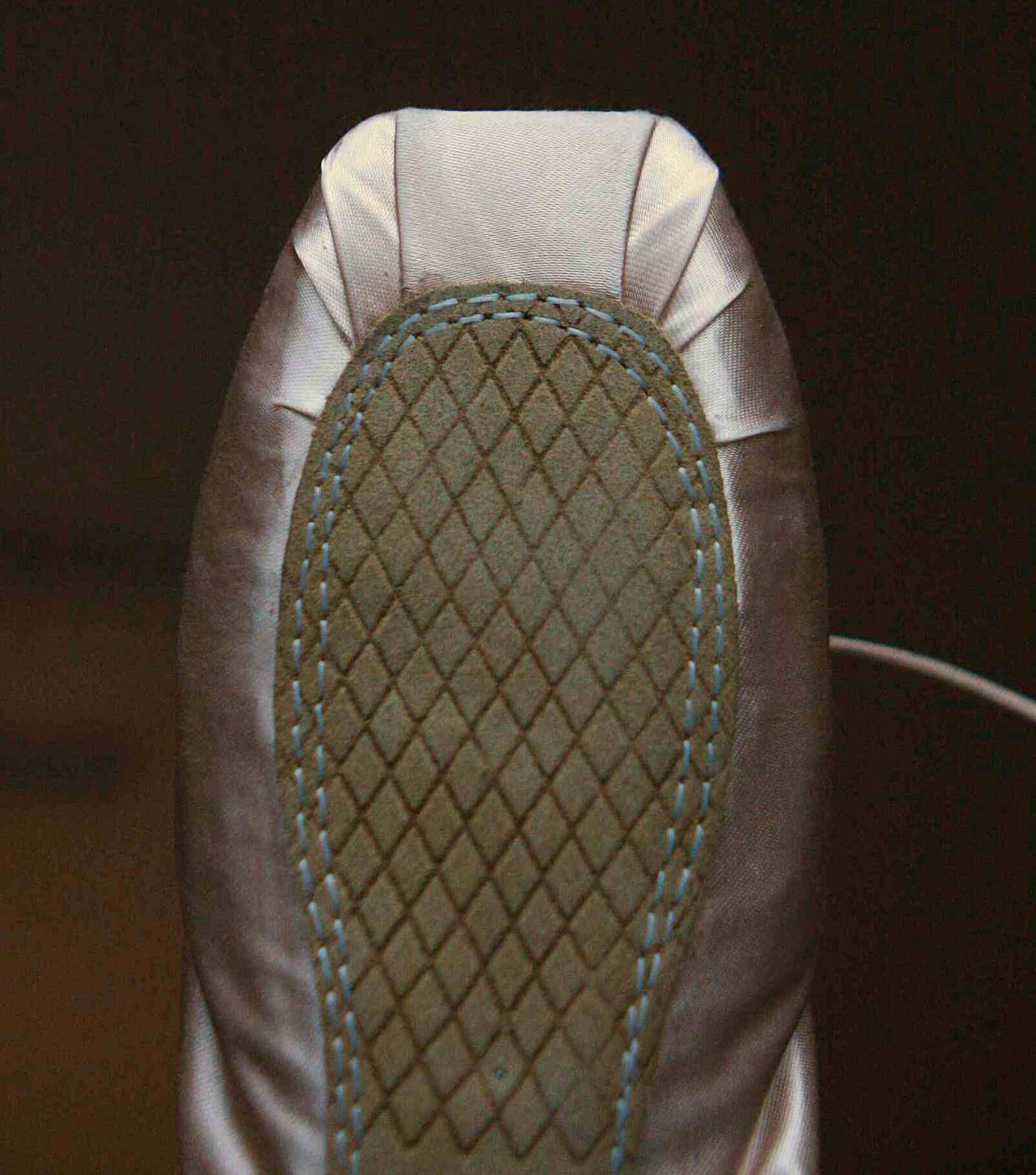
Satijn verdwijnt onder het stiksel van de zool
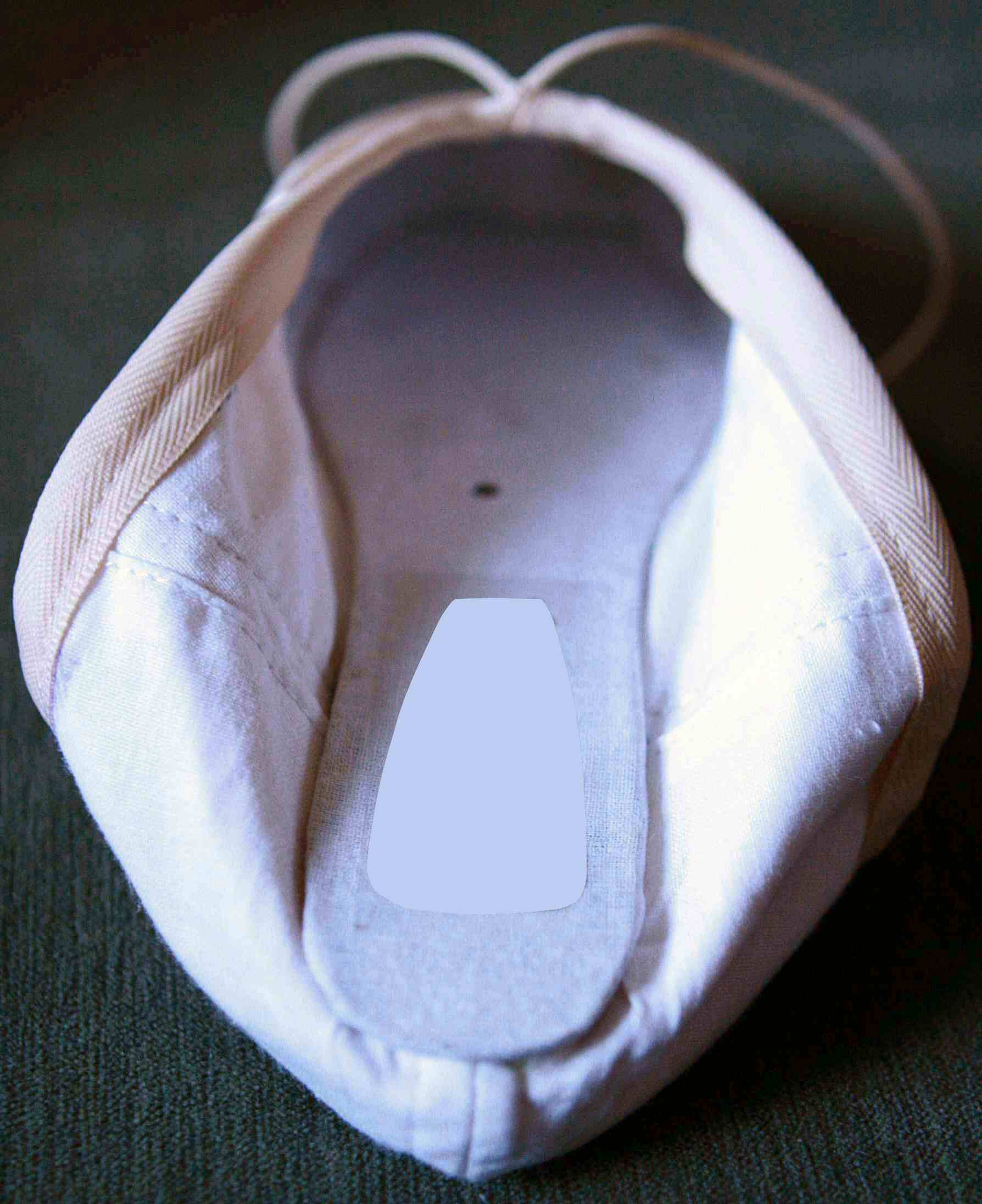
Door de schacht is de zool van de voet gestut
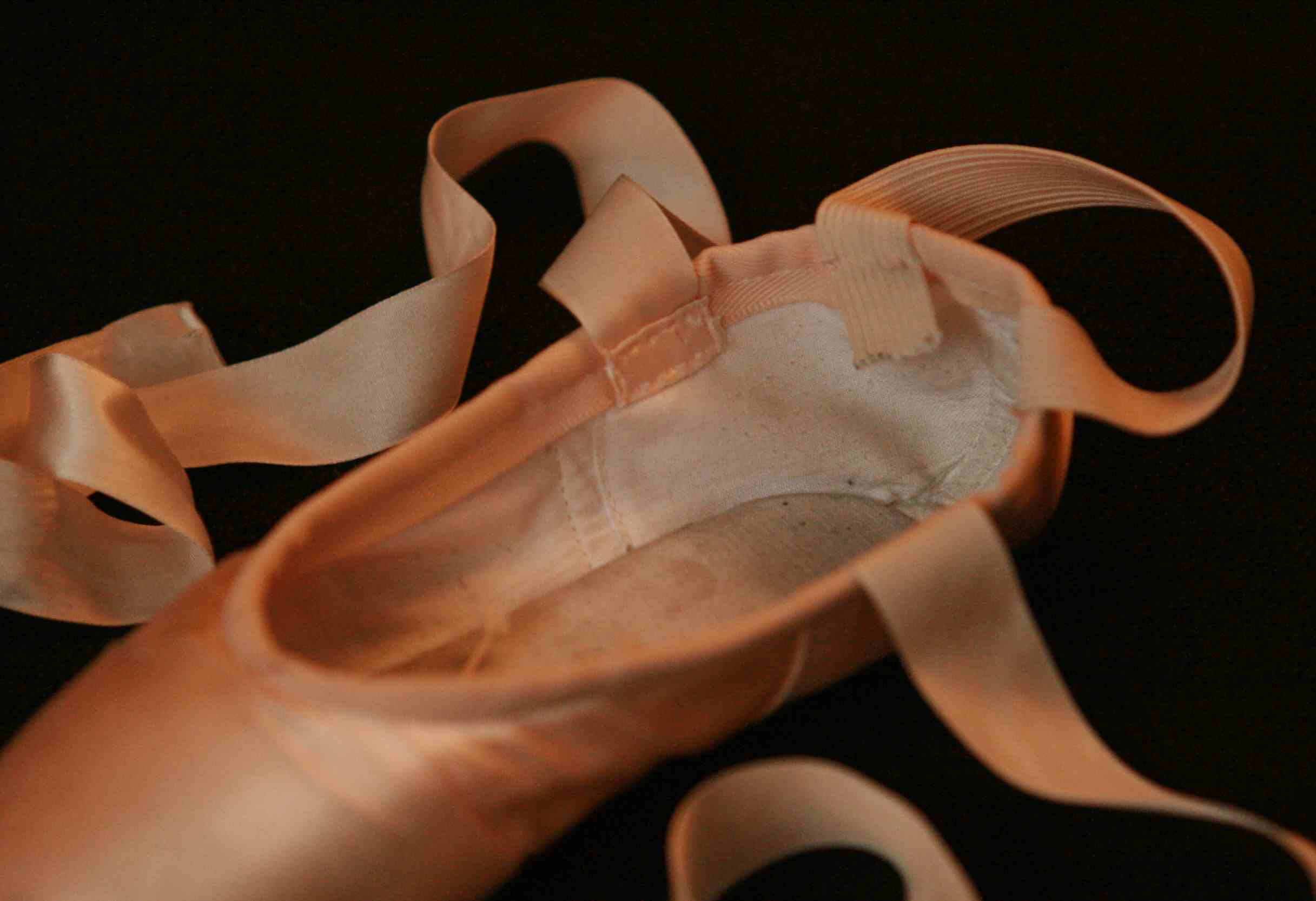
Twee linten en een elastiek binden de schoen

## Gezondheid
Vandaag de dag is het dansen op spitzen nog steeds opgenomen in de techniek van de ballerina's. Dit betekent echter niet dat de spitzen inmiddels zo goed gemaakt worden dat het dansen op de spitzen geheel pijnloos en makkelijk is. Dansen op spitzen vereist concentratie, een goede techniek, doorzettingsvermogen en lichaamsbeheersing. Balletscholen bieden meestal lessen aan speciaal voor spitzen en 'pre-spitzen'-lessen als voorbereiding hierop. Voor jonge kinderen, die nog in de groei zijn, kan dansen op spitzen schadelijk zijn.
Volgens de International Association for Dance Medicine and Science moeten docenten individueel bepalen of leerlingen aan het spitzenwerk mogen beginnen, afhankelijk van de ervaring, trainingsfrequentie, lichaamsbouw en spieren. In elk geval moeten de leerlingen minimaal 12 jaar oud zijn.

## Trivia
- Auteur Thomas Rosenboom koos Spitzen als de titel zijn van het door hem geschreven Boekenweekgeschenk 2004.